# Otranto
Otranto (en salentino Uṭṛàntu) es un municipio y ciudad italiana de la provincia de Lecce, en la región de Apulia. Está situada al sur de la península itálica, en la costa este de la península de Salento, sobre el canal de Otranto, que conecta el mar Adriático con el mar Jónico. En su territorio se encuentra el cabo de Otranto, que constituye el punto del territorio italiano que se halla situado más al este y que, además de albergar un faro, está considerado como el límite divisorio entre los dos mares que convergen en esta ciudad.
Otranto es poseedora de una rica y variada historia, que se remonta al Paleolítico y al Neolítico. La ciudad formó parte desde el siglo XIII de los territorios de la Corona de Aragón manteniéndose en poder, bien de dicha Corona cuando la aportó, bien de España, su sucesora, que la perdió en el desenlace de la guerra de sucesión española en el siglo XVIII. Incluso con posterioridad a esas fechas, el Reino de las Dos Sicilias, del que Otranto formaba parte, siguió vinculado débilmente a la rama de los Borbones españoles hasta el mismo momento de la unificación de Italia. De su patrimonio arquitectónico destacan la catedral de Otranto, el castillo de Otranto y la iglesia de la Vergine degli Abissi (de los abismos).

## Etimología

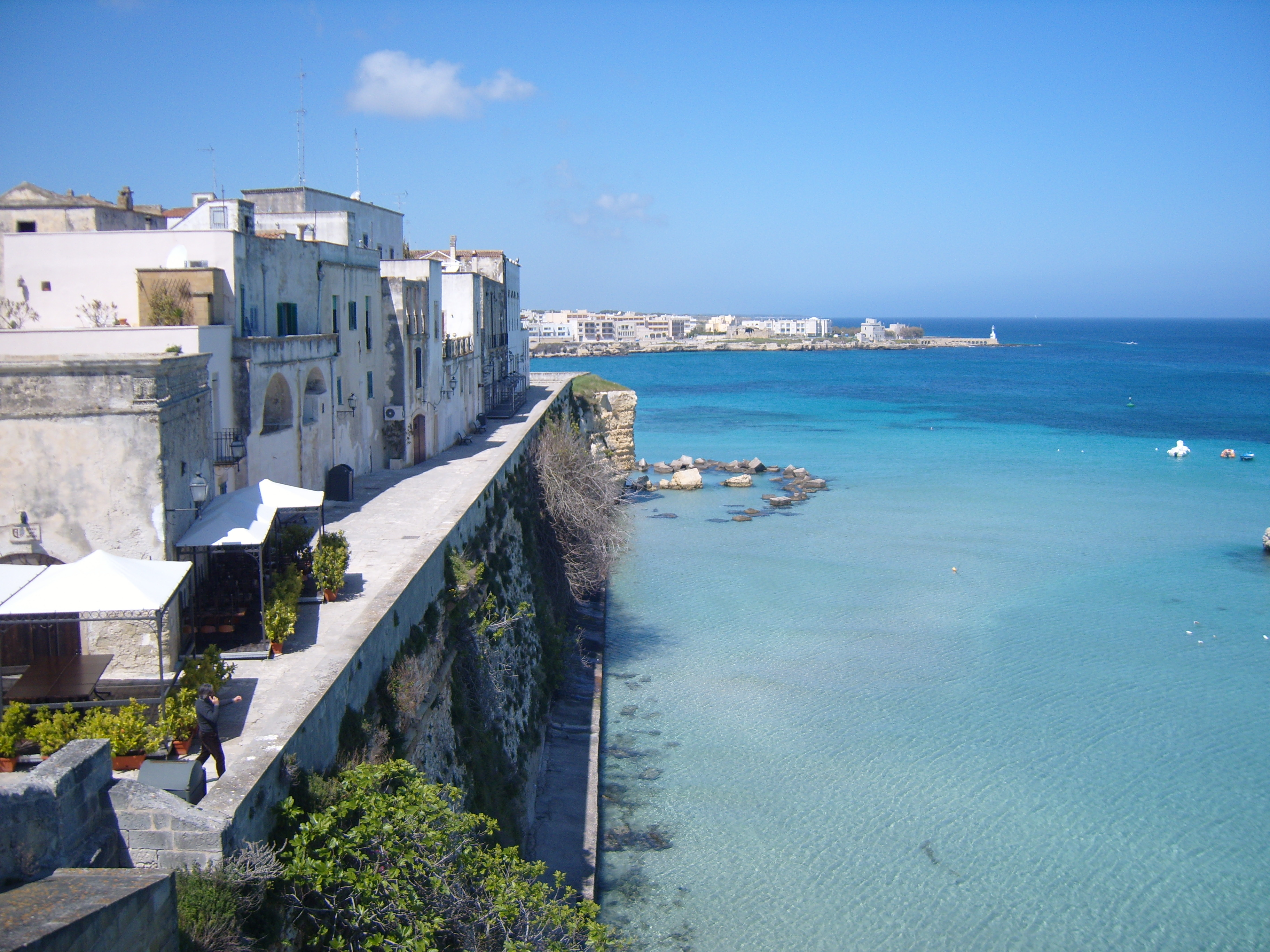
Vista de la ciudad del Bastione dei Pelasgi.

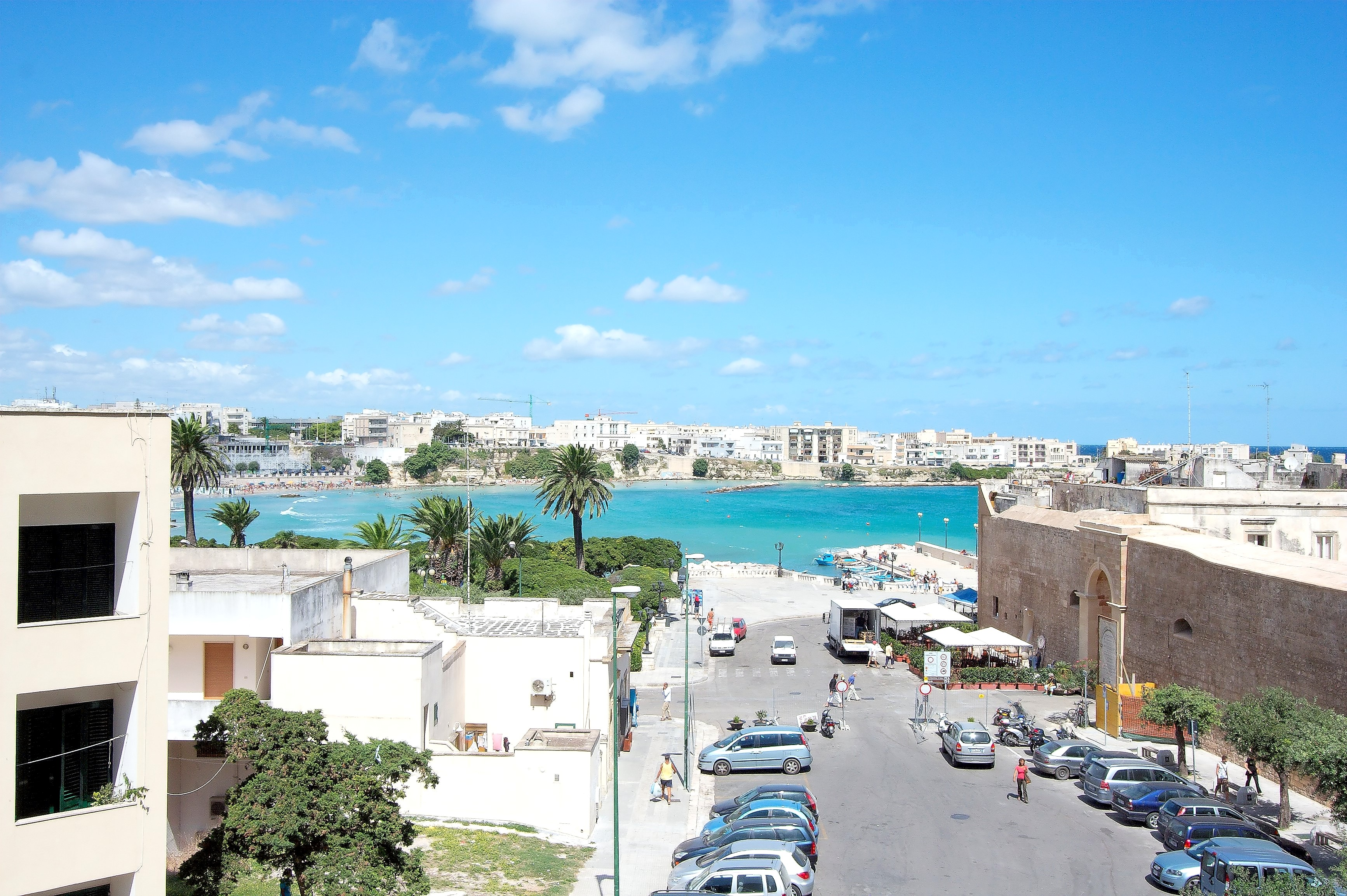
La ciudad moderna y su playa.

Algunas teorías hacen proceder el nombre actual de la ciudad, Otranto, del posible nombre en latín de la misma, Hydruntum, según el nombre Hydrus, una denominación de tipo genérico para referirse al agua, que se daba al torrente en cuyo valle se asienta actualmente la ciudad, procedente a su vez del nombre griego para un curso de agua.
Otros autores hablan de que el nombre en latín de la ciudad era Odruntum, derivado de la voz Odra, que en la lengua de los mesapios, habitantes de la zona, significaba igualmente agua. Una tercera teoría afirma que el topónimo procede directamente de la época del dominio bizantino, a partir del término Ydrentòs.
El filólogo alemán Gerhard Rohlfs, por su parte, considera que el topónimo no tiene ninguno de los tres orígenes anteriores, sino que se generó durante el dominio bizantino en un momento de coincidencia entre hablantes del griego y del italiano, a partir del nombre Derentò como solución lingüística de compromiso entre los hablantes de ambos idiomas, a partir, eso sí, del vocablo latino Hudrentum.
En cualquier caso, parece poderse deducir la etimología del nombre de la ciudad como un derivado de la palabra agua, bien sea procedente del griego bien sea procedente del mesapio.
Por otra parte, en los períodos iniciales la o inicial de la palabra iba acentuada, situación que se mantiene en la versión dialectal hablada por los otrantinos de hoy en día.

## Economía
La economía tradicional de Otranto estaba basada en la agricultura, si bien desde los años 1970 ha adquirido protagonismo el sector terciario, al amparo especialmente del creciente turismo.
Sin embargo, de la importancia de la agricultura da fe la existencia de una denominación de origen específica para el aceite de oliva de la zona, la denominación de origen Terra d'Otranto.

## Geografía
La ciudad de Otranto se encuentra ubicada al sur de la península itálica, justo en la costa este de la península de Salento, sobre el canal de Otranto, que conecta el mar Adriático con el mar Jónico, a la vez que separa Italia de Albania, de la que tan sólo la separan 70 km.
Por otra parte, en el término municipal de Otranto se encuentra igualmente el cabo de Otranto, también denominado como Punta Palascia, que constituye el punto del territorio italiano que se halla situado más al este; y que, además de albergar un faro, está considerado como el límite divisorio entre los mares Adriático y Jónico.

## Historia

### Prehistoria

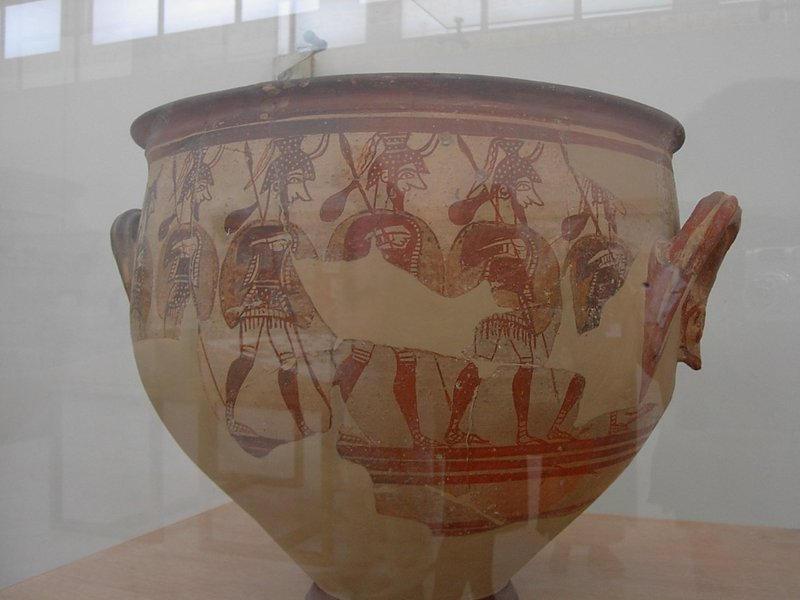
Un ejemplo de un vaso micénico, aunque no procedente de Otranto.

A juzgar por los yacimientos arqueológicos que hasta ahora han sido hallados en la zona, se cree que ya hubo asentamientos humanos en la región posiblemente durante el período Paleolítico, aunque con plena seguridad ello no puede afirmarse hasta el Neolítico, momento en el cual sí que los arqueólogos han documentado la existencia de asentamientos humanos.
En concreto, han sido localizados fondos de cabaña, asumiéndose que existían construcciones en forma de dichas cabañas efectuadas con postes asentados directamente en la roca calcárea en las alturas de la ciudad, cabañas que estarían recubiertas por techumbres de ramas y de otros tipos de vegetación. Asociados a dichas cabañas han sido localizados diversos elementos arqueológicos que evidencian la relación de sus moradores con los pueblos del mar Egeo. Igualmente se han hallado fragmentos de cerámica del tipo de los vasos micénicos datados en los siglos XIII a XI a. C.
Se desconoce por ahora con demasiada precisión mayor información sobre estos períodos de la Historia de Otranto, hasta el momento en que se documenta en el territorio la presencia del grupo étnico de los mesapios, ya en las postrimerías de la Prehistoria para la zona. Ello se produce hacia los años 1200 a. C. a 1000 a. C., momento en que la zona entra en la Edad del Hierro.

### Otranto mesapia

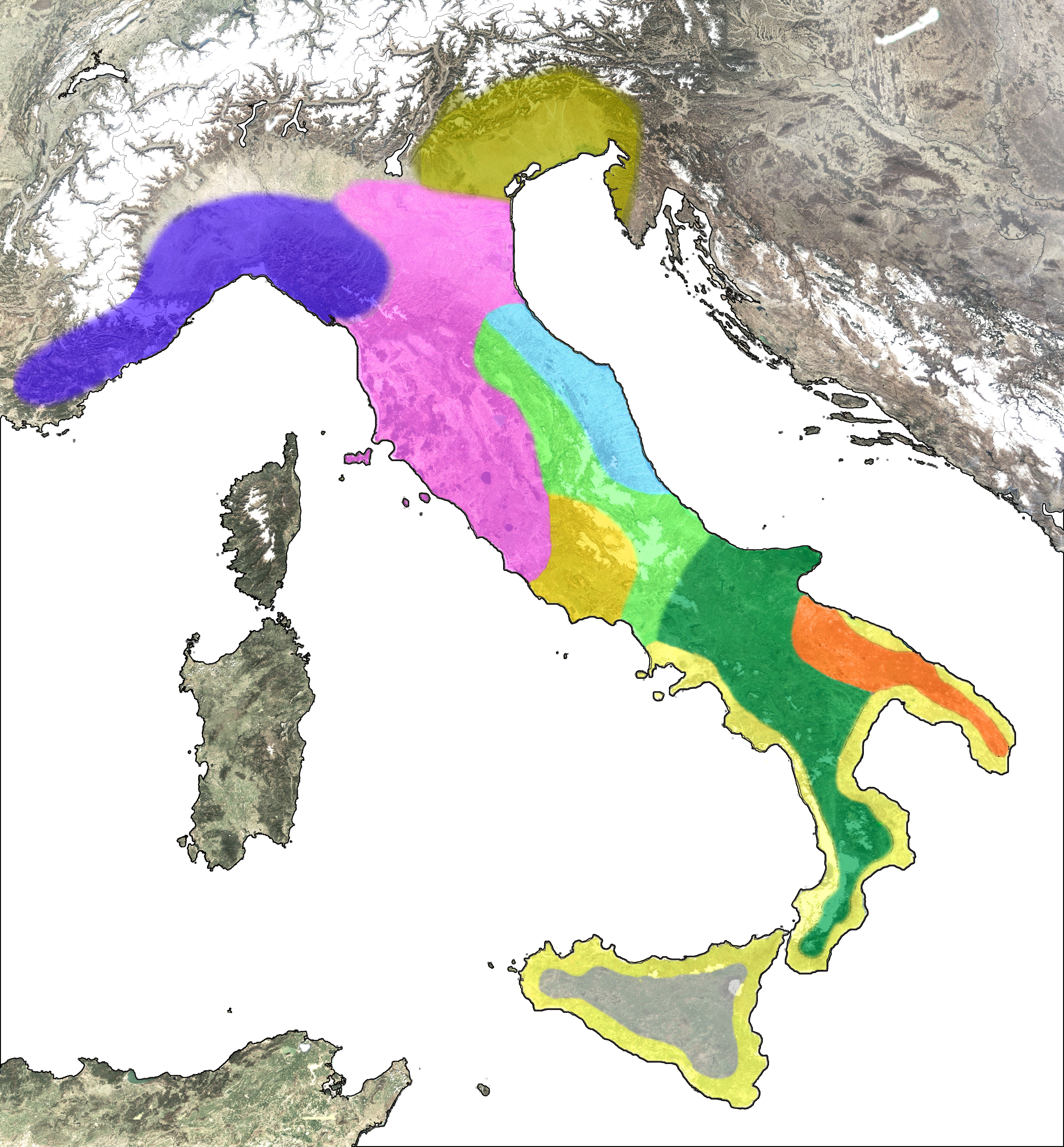
Mapa de la distribución de los grupos tribales en la península itálica durante la Edad del Hierro, hacia el año 800 a. C., en el que los mesapios aparecen el color anaranjado, en la zona de la Apulia, al sudeste de la península.

La entrada de Otranto como tal en la Historia se produce cuando se la conoce, en época todavía anterior a la República romana, como la principal o, al menos, una de las principales ciudades de los mesapios, un grupo étnico cuyo origen sigue siendo todavía hoy en día discutido, pero al que se emparenta con griegos, ilirios o egeo-anatolios, según las diversas teorías existentes en la doctrina.
Los mesapios aparecen instalados en la costa italiana de la Apulia y zonas próximas, aunque se desconoce si su llegada a la zona obedece a presiones sobre ellos efectuadas por otros pueblos o bien a las favorables condiciones que hallaron en la zona. Como sucede con muchos pueblos, parece que el nombre por el que son conocidos no es el que ellos empleaban para referirse a sí mismos, ya que el nombre de Messapia (o tierra del medio, compárese con el italiano actual mezzo) parece hacer referencia a un territorio situado en el punto de confluencia del mundo itálico y del helénico.
Igualmente, hay que tener en cuenta que algunas fuentes literarias e historiográficas de la época romana denominan pelasgos a los mesapios.
El poeta Virgilio (fallecido en la cercana Brindes, hoy en día Brindisi), cita a los mesapios en su poema épico la Eneida como un pueblo que era poseedor de una poderosa caballería. De hecho, en el año 473 a. C. los mesapios, amparándose en la superioridad militar que les confería el uso de dicha caballería, exterminaron un ejército conjunto formado por tropas de Tarento y Regio, dato recogido por Heródoto.
Por lo que respecta a la ciudad de Otranto, en época mesapia constituye un punto clave para el intercambio comercial de dicho pueblo, al constituir en la práctica una escala en la navegación costera comercial de la época, además de la ventana para la práctica del comercio hacia el mar Adriático de buena parte del territorio mesapio.

### Otranto griega
En cualquier caso, con el fenómeno de la colonización griega en el sur de la península itálica a partir del siglo VII a. C., Otranto pasa a formar parte de lo que la historiografía conoce como Magna Grecia, recibiendo, en consecuencia, una profunda influencia de la cultura clásica griega en su propia cultura, aun cuando ésta siguió dotada de elementos diferenciados respecto de la cultura helénica.
De hecho, es en este período cuando puede considerarse que Otranto adquiere las características básicas de cualquiera de las polis griegas que florecen por toda la Magna Grecia, incluyendo su estructura urbanística, que crea una ciudad unida a la vez al mar y al territorio circundante, pero netamente diferenciada de ambos. La influencia griega es tan profunda que incluso hoy en día algunas de las palabras del dialecto local proceden directamente del griego antiguo.

### Otranto romana

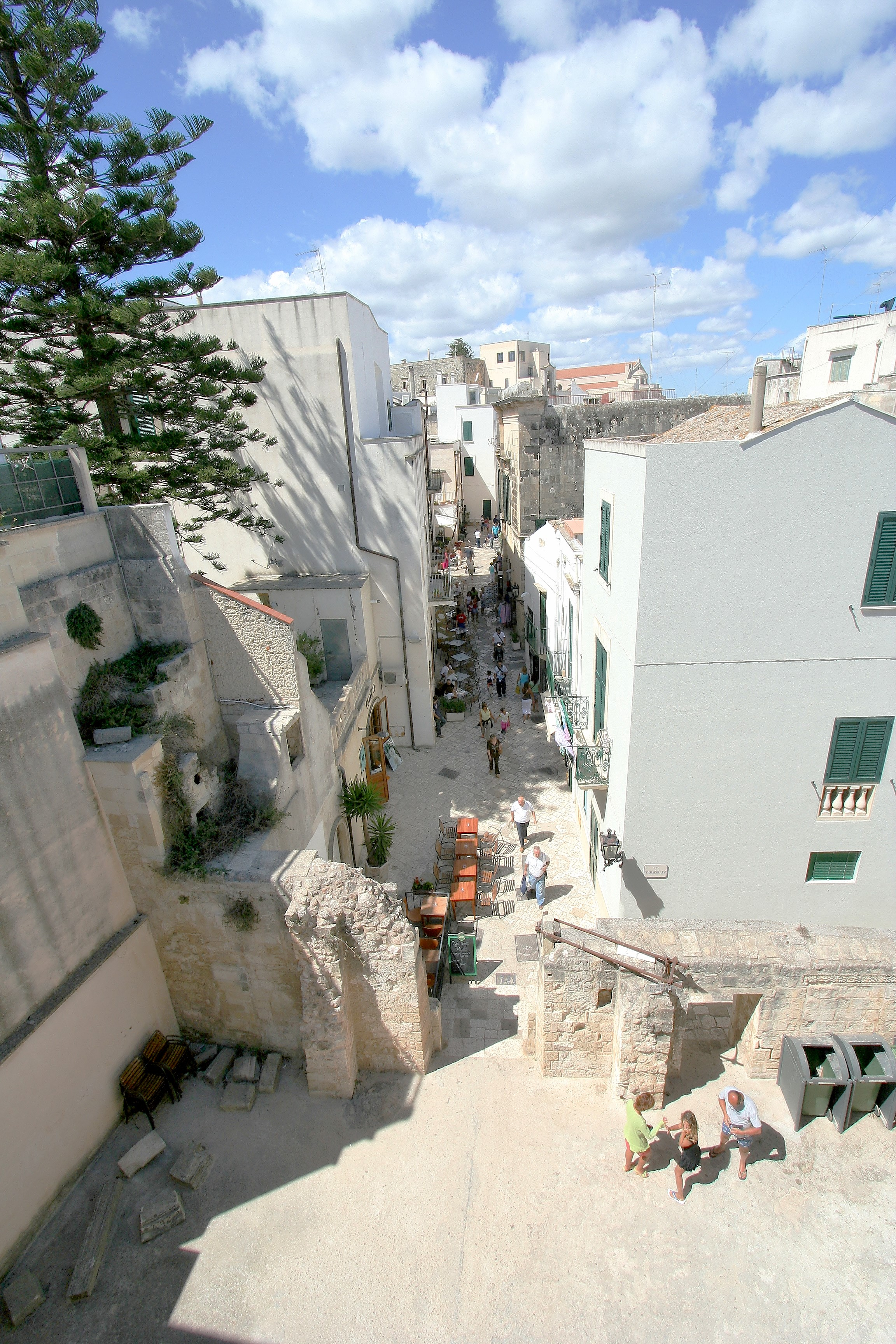
Vista de una calle de Otranto, desde las murallas de su castillo.

Posteriormente, la ciudad pasó a poder del naciente poderío de la República romana, una vez ésta logró el control del sur de la península, tras haber derrotado a los samnitas en las guerras samnitas en los siglos IV y III a. C. antes de Cristo, y tras haberse impuesto en el siglo III a. C. al rey Pirro de Epiro en las Guerras Pírricas.
Tras su anexión por Roma, Otranto alcanzó rápidamente la categoría de municipium, siendo objeto de atención especial por parte de Roma en razón de su posición en el extremo sudoriental de la península itálica, en un lugar desde el que fácilmente puede controlarse tanto el mar Adriático como el mar Jónico, a la vez que era un buen punto de partida hacia Grecia, uno de los primeros puntos de expansión del nuevo poder de Roma.
Durante este período, Otranto no sólo era un centro marítimo importante, sino que su activo puerto exportaba las producciones industriales de la ciudad, que se especializó en la producción de tejidos y en la industria del tinte, mediante el uso de la púrpura.
Prueba de la activa presencia artesana y comercial de la ciudad es que se ha constatado el asentamiento en Otranto de una comunidad judía. Dicha comunidad goza de una muy antigua presencia en la ciudad, que se remonta ya al año 70, cuando el emperador Vespasiano delegó en su hijo Tito la conducción del Ejército romano durante las guerras judeo-romanas en Judea, que concluyeron con la toma de Jerusalén, la destrucción del Templo de Jerusalén y el inicio de la diáspora judía.
Bajo el dominio romano, además, Otranto se benefició de las calzadas romanas, construidas por las legiones como medio de garantizar la cohesión del dominio de Roma, mejorando sus comunicaciones terrestres no sólo con el resto de las ciudades del Salento o de la Apulia sino con todas las del Imperio.
En el año 162 Otranto obtuvo el derecho de acuñar moneda, existiendo a lo largo de todo el siglo II una ceca con una notable actividad.
Con la llegada a la ciudad del cristianismo, se produjo un cambio importante en la estructura urbanística de la ciudad. En primer lugar, debido a la existencia de catacumbas, que han sido localizadas en el sector de San Giovanni, pero también debido al cambio de uso de los templos paganos y a la erección de iglesias cristianas.
En el año 398, las comunidades judías de la región, entre ellas la de Otranto, gozaban del suficiente poderío como para arriesgarse a ser las únicas del imperio en oponerse a la Constitución de Honorio, dictada por el emperador Flavio Honorio, que suponía para los súbditos del imperio de religión judía la pérdida de algunos derechos.

### Otranto medieval

Mapa del Reino de Sicilia (en verde) en 1154, momento de máximo avance de la conquista normanda de Italia Meridional, en el sur de la península itálica.

Debido a la importancia de su puerto, que constituía un nexo de unión entre Oriente y Occidente, la ciudad quedó vinculada al Imperio bizantino a la caída del Imperio romano hacia el siglo V, para ser posteriormente incorporada al Reino ostrogodo, siendo nuevamente recuperada por los bizantinos en el 554, después de que estos derribasen el Reino ostrogodo.
Durante este período de dominio bizantino es cuando la ciudad conoció su momento de máximo esplendor, aunque el período de bonanza económica fue ciertamente aprovechado para seguir mejorando las fortificaciones defensivas de la ciudad, que ya se habían iniciado en el período turbulento de la caída del Imperio Romano.
Sin embargo, en el año 757 la ciudad fue ocupada por los lombardos, aunque nuevamente fue reconquistada con posterioridad por el Imperio bizantino. Bajo el dominio bizantino, ya en el siglo IX la ciudad se convirtió en la capital del Salento. En el año 947 la ciudad fue atacada por los magiares, en el marco de sus campañas de saqueo por Italia desde la actual Hungría. Todavía bajo dominio bizantino, en el siglo X se construyó la iglesia de San Pietro. En la segunda mitad del siglo XI se construyó el monasterio de San Nicola di Casole en las cercanías de la ciudad, un monasterio considerado uno de los más prósperos de toda la Italia meridional, provisto de una importante biblioteca y cuyos amanuenses fueron ampliamente conocidos por toda Europa debido a la calidad de sus trabajos.
Más tarde, en el año 1068, fue ocupada por los normandos de Roberto Guiscardo, quienes la incorporaron a los territorios del nuevo reino de Sicilia, como dominio de la Casa de Altavilla, una familia procedente de la casta dirigente normanda. Se trata del proceso conocido como Conquista normanda de Italia Meridional. Otras fuentes indican que la incorporación al dominio normando tuvo lugar en 1064.
En la catedral de Otranto, que fue construida entre los años 1080 y 1088, en estilo normando, una variante de la arquitectura románica que fue importada por los invasores desde su Normandía natal, se bendijo en el 1095 a los 12.000 soldados que partieron, formando parte de la Primera Cruzada, rumbo a Tierra Santa al mando de Bohemundo de Tarento, el futuro Bohemundo I de Antioquía, príncipe de Antioquía, miembro de la estirpe de los Altavilla.
Igualmente, los normandos efectuaron amplias labores de ampliación y reforma de los elementos defensivos de la ciudad, en razón de la importancia acordada a la posesión de Otranto.
Más tarde, Otranto pasó por herencia de los normandos a los Hohenstaufen (o gibelinos), emperadores del Sacro Imperio Romano Germánico para, tras la ejecución en 1268 de Conradino de Hohenstaufen, último vástago de la familia, quedar provisionalmente en manos del francés Carlos de Anjou. Sin embargo, tras las llamadas Vísperas sicilianas, en el 1282, la ciudad se incorporó a la Corona de Aragón, en la persona del rey Pedro III de Aragón.
Durante el período durante el que Otranto estuvo sometida al control de la Corona de Aragón, la ciudad constituyó un importante puerto para la flota aragonesa, necesario para impedir el acceso de los piratas otomanos a las rutas comerciales entre la península itálica, Sicilia y Cerdeña por un lado y los puertos levantinos de la península ibérica por el otro, especialmente Barcelona, Tarragona y Valencia, completando y realzando así el papel estratégico de las posesiones italianas de la Corona.
En 1447, bajo dominio aragonés, la ciudad de Otranto contaba con 253 fuegos, lo que suponía unos 1200 habitantes.

### Otranto moderno

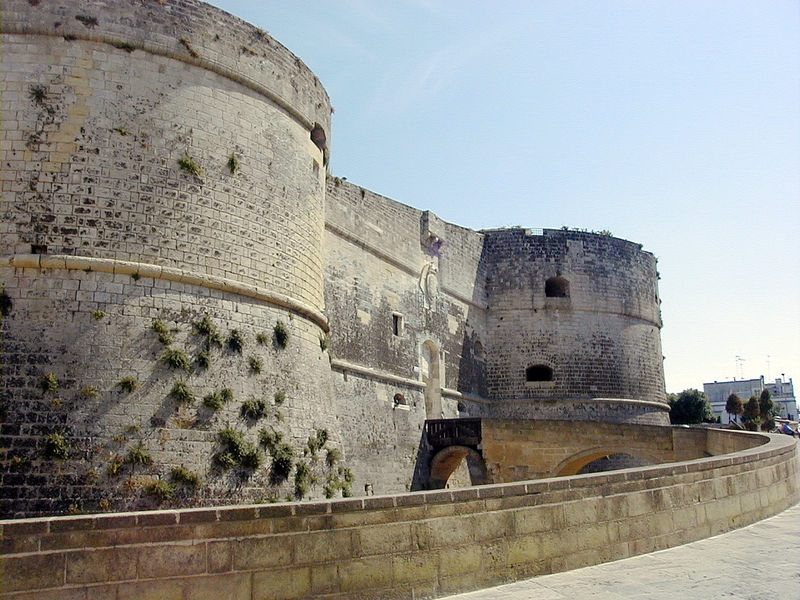
El castillo de Otranto, protagonista del sitio de Otranto.

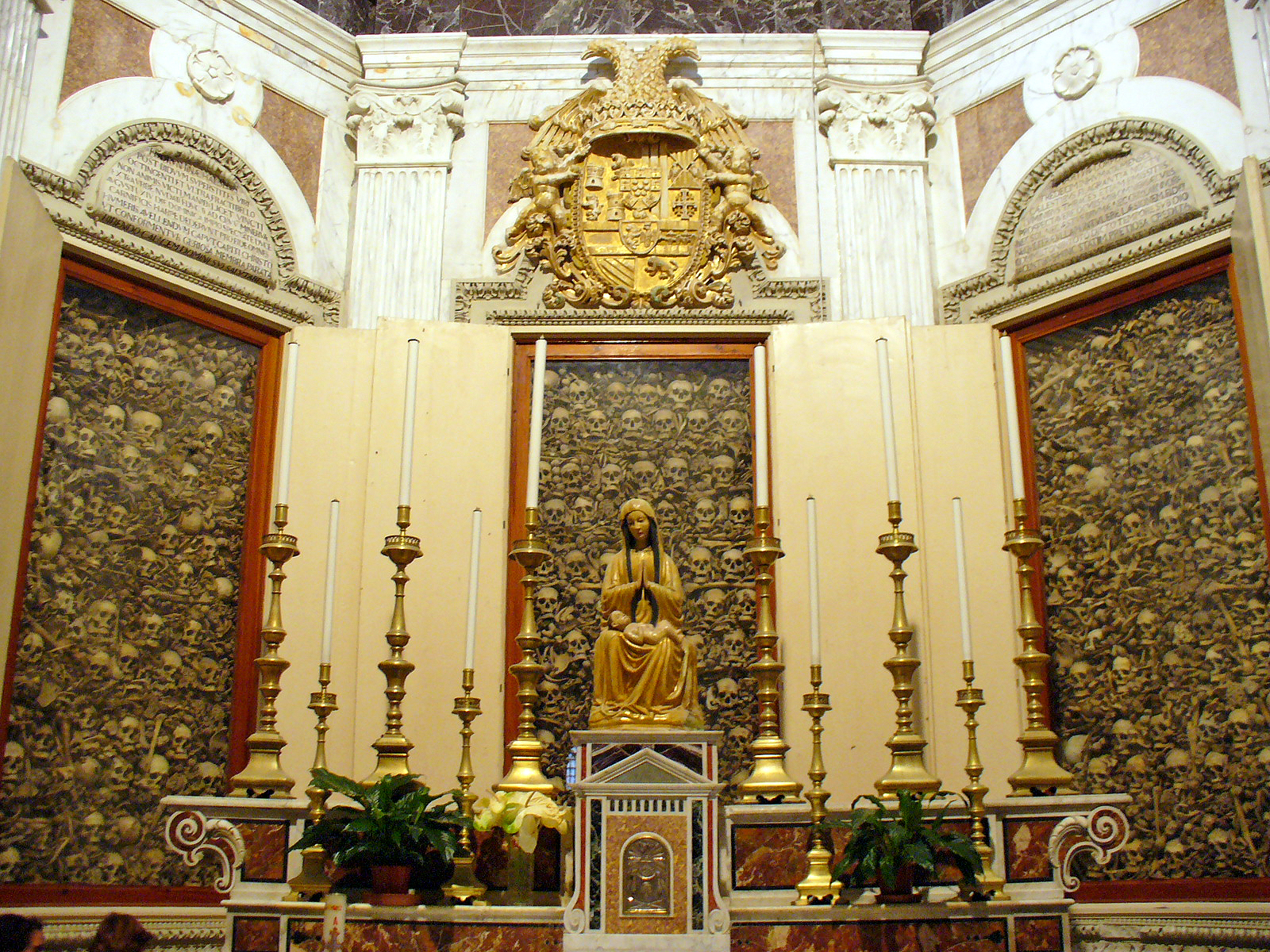
Los mártires de Otranto en la catedral de Otranto.

Durante la Edad Moderna, más concretamente en 1480,la ciudad cayó (aunque tan sólo temporalmente) en manos del Imperio otomano, como consecuencia de la derrota sufrida por los aragoneses ante los turcos en el sitio de Otranto.
El 28 de julio de 1480, una flota turca al mando de Bajá Gedik Ahmed, que acababa de ser recientemente nombrado jefe del sanjacato de Vlorë, partió del puerto de Vlorë, en la costa albanesa, impulsada por un fuerte viento favorable, aprovechando la oscuridad de la noche para cruzar sin ser advertida el canal de Otranto, de forma que al amanecer la flota se hallaba ante la ciudad de Otranto. Aunque el lugar de destino previsto de la flota turca era inicialmente Brindisi, al darse cuenta del débil estado de las fortificaciones de la ciudad y de las riquezas que atesoraba, los turcos decidieron aprovechar las circunstancias. En teoría, el objetivo buscado por el ataque, que había sido ordenado por el propio sultán Mehmed II, era el de castigar el apoyo que Fernando I de Nápoles prestaba a los caballeros de la Orden del Hospital de San Juan de Jerusalén, que resistían en Rodas a los ataques turcos.
Se enfrentaron así entre 70 y 200 barcos turcos (los números son variables según las fuentes), que transportaban a un ejército formado por entre 18 000 y 100 000 hombres, frente a una reducida guarnición aragonesa de 400 hombres, que se hallaba al mando de Francesco Largo, además de los aproximadamente 6000 habitantes con que contaba la ciudad por entonces (aunque otras fuentes dan cifras superiores). El 29 de julio tanto la guarnición como los habitantes de la ciudad se vieron obligados a abandonar la misma, incapaces de resistir en sus murallas, para refugiarse en el castillo de Otranto. El 11 de agosto, tras un incensante bombardeo por parte de la artillería, el castillo cayó en manos de los turcos.
Las mujeres y niños de la ciudad que habían sobrevivido a los bombardeos fueron reducidos a la esclavitud, y se exigió a los hombres que renegasen de la religión cristiana, con lo que se les perdonaría la vida. Al menos 800 (en realidad eran 813) se negaron a ello, siendo asesinados. Particularmente salvaje fue el asesinato del arzobispo de Otranto, Stefano Pendinelli, que llegó a ser despedazado. Se conoce a las víctimas de estos hechos como los mártires de Otranto, conservándose sus reliquias en la catedral. Actualmente son los patronos de la ciudad. El papa Clemente XIV les beatificó en 1771, mientras que el papa Francisco los canonizó en 2013.

#### Canonización de los mártires de Otranto
El papa Benedicto XVI decidió canonizar a 800 mártires italianos asesinados por mano islámica el 13 de agosto de 1480 en Otranto porque rechazaron convertirse y renegar de Cristo. “Los beatos mártires de Otranto, Antonio Primaldo y compañeros, murieron por su fidelidad a Cristo, pronto se convertirán en santos”, han anunciado conjuntamente la Santa Sede y el arzobispo pugliano, Donato Negro, después que Benedicto XVI recibiera en audiencia al cardenal Amato, Prefecto de la Congregación para las Causas de los Santos, autorizando la promulgación del decreto concerniente a un milagro atribuido a la intercesión de los mártires.
En el siglo XVI Otranto fue asediada por los turcos y, después de una larga batalla, cayó bajo el dominio otomano. El comandante de los turcos, Bajá Gedik Ahmed, ordenó que todos los hombres sobrevivientes, cerca de 800, desde los quince años de edad para arriba, fuesen obligados a renegar de la fe cristiana. Antonio Primaldo, un humilde zapatero (si bien otras crónicas relatan que era sastre), en nombre de todos los cristianos prisioneros declaró que ninguno de ellos se convertiría. “Ellos consideraban a Jesucristo como Hijo de Dios y querían mil veces morir antes que renegar de Él y hacerse musulmanes”, cuentan las crónicas llegadas hasta nosotros. Frente a esta respuesta, el bajá Ahmed condenó a muerte a los 800 prisioneros.
Antonio Primaldo y sus compañeros fueron de inmediato reconocidos mártires por la población y cada año la Iglesia local, el 14 de agosto, celebra devotamente su memoria. El 14 de diciembre de 1771 fue emanado el decreto de confirmación del culto “ab immemorabili” tributado a los mártires. Luego cayó el silencio. Sólo en 1988 fue nombrada por el entonces arzobispo de Otranto la comisión histórica para investigar sobre el acontecimiento y en los años 1991-1993 se realizó la investigación diocesana, reconocida válida por la Congregación para las Causas de los Santos con decreto del 27 de mayo de 1994. El 6 de julio de 2007 Benedicto XVI aprobó el decreto con el que se reconocía que los beatos Antonio Primaldo y compañeros habían sido asesinados por su fidelidad a Cristo.
“Nuestra diócesis esperaba este momento desde hace tiempo – escribe monseñor Negro. En una época de crisis profunda, la inminente canonización de nuestros mártires es una fuerte invitación a vivir hasta el fondo el martirio cotidiano, hecho de fidelidad a Cristo y a su Iglesia”. El milagro reconocido (necesario para el decreto) se refiere a la curación de un cáncer de Sor Francesca Levote, monja profesa de las Hermanas Pobres de Santa Clara.
A pesar de la organización de un ejército aragonés para la reconquista de la ciudad, con el apoyo del papa Sixto IV, Otranto siguió en manos turcas hasta el 10 de septiembre de 1481 (otras fuentes dan como fecha el 8 de septiembre), fecha en que el bajá Ahmed aceptó pactar con el duque Alfonso de Calabria una rendición que le permitía regresar a Albania. Tras el abandono de la ciudad por los turcos, la antaño floreciente Otranto había quedado reducida a un montón de ruinas y tan sólo sobrevivían 300 de sus habitantes.
Por otra parte, durante sus correrías por la región los turcos destruyeron también diversos lugares próximos a la ciudad, como el cercano monasterio de San Nicola di Casole, que reunía una de las más extensas bibliotecas de la Cristiandad occidental, así como un taller para la copia de manuscritos.
En 1484 la ciudad volvió a ser ocupada, en esta ocasión por la República de Venecia, deseosa de controlar completamente uno de los puertos de acceso al mar Adriático, mar cuyo dominio era esencial para su propia seguridad.
Todavía volvió Otranto a ser ocupada nuevamente por un invasor, esta vez procedente de Francia, para posteriormente quedar incorporada a los dominios españoles de Nápoles, como consecuencia de la victoria de la Liga de Cambrai sobre la república de Venecia en la batalla de Agnadello de 1509.

### Otranto contemporáneo

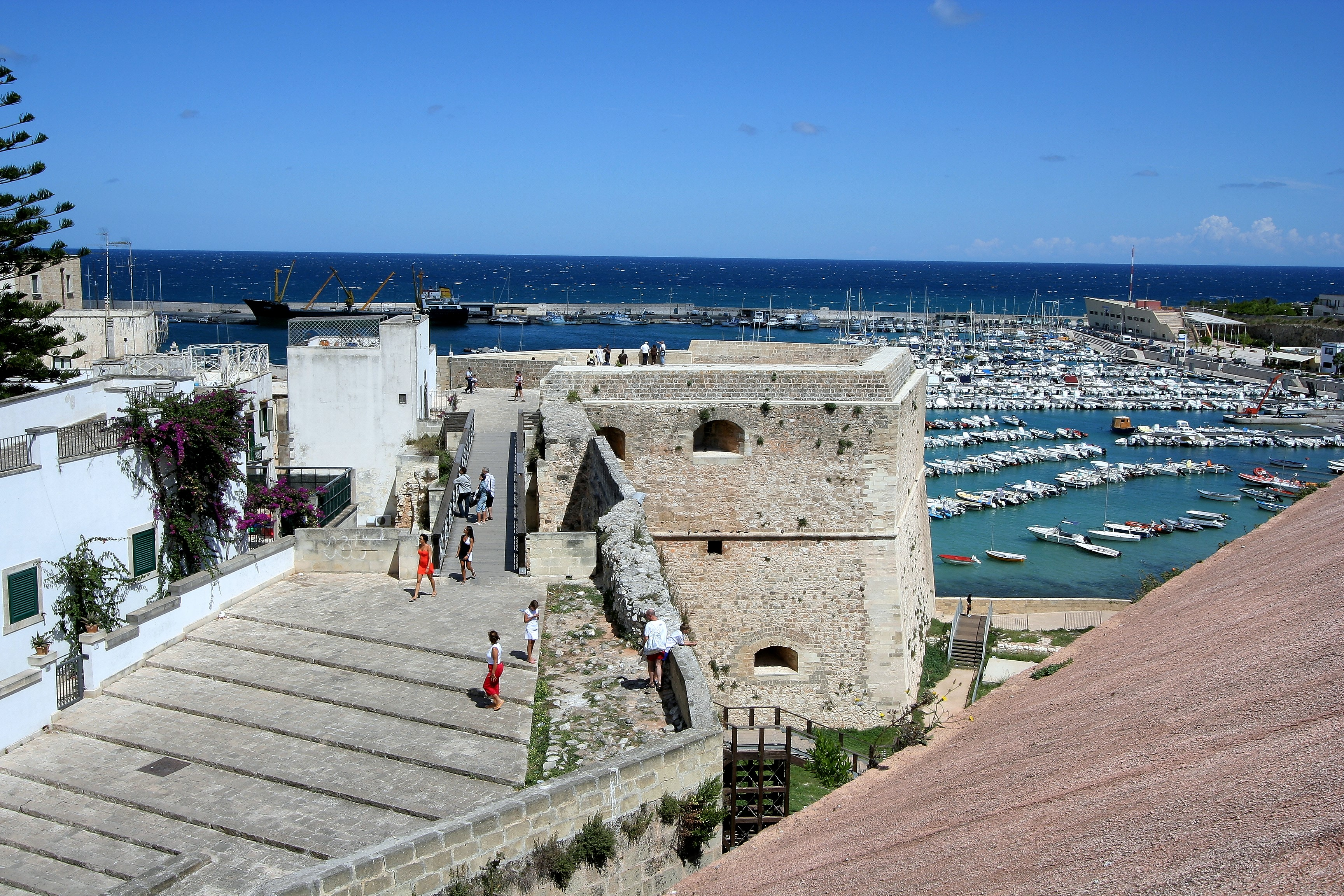
Vista de la bahía de Otranto y del puerto deportivo, desde los baluartes de su fortaleza.

Todos estos avatares, que se sumaban a las graves destrucciones padecidas por la ciudad durante el ataque y ocupación de los turcos, hicieron que la ciudad perdiese definitivamente mucha de su antigua importancia, reduciéndose notablemente desde entonces su población. Igualmente quedó afectada su importancia comercial.
Para 1539 Otranto contaba con 638 fuegos, lo que permite calcular unos 3200 habitantes. Sin embargo, en dos ocasiones, en 1535 y 1537, Otranto tuvo que rechazar dos nuevos ataques turcos.
Durante la segunda mitad del siglo XVII se vio frenado el tímido período de recuperación anterior, entrando nuevamente la ciudad en una etapa de involución, tanto comercial como cultural, situación que se magnifica ante la amenaza de repetición de las incursiones turcas. De hecho, tanto en 1614 como en 1644, la ciudad sufrió nuevos asaltos turcos.
En definitiva, a finales del siglo XVIII, el territorio cercano a la ciudad estaba prácticamente abandonado la mayor parte del año, debido también a la amenaza que suponía el paludismo.
Durante el Imperio Napoleónico, en el cual Italia quedó bajo control de Francia, se formó el ducado de Otranto, que se concedió a Joseph Fouché, quedando la ciudad integrada en el nuevo reino de Nápoles, que fue cedido al mariscal de Francia Joaquín Murat.
En 1868 se iniciaron obras de saneamiento y supresión de las zonas lacustres y pantanosas que rodeaban la ciudad, obras dirigidas por el ingeniero Sergio Panzini. Los trabajos no sólo eliminaron la amenaza del paludismo sino que, además, permitieron incorporar 2300 hectáreas a la superficie de cultivo disponible y relanzar la actividad de la agricultura. El 12 de abril de 1897 le fue cedida a la ciudad una parte de las murallas y de los fosos, lo que permitió crear un acceso cómodo hacia el centro urbano histórico.
Para 1936 se podía considerar ya como conjurada la amenaza endémica del paludismo, con lo que se procedió a la fijación en la zona de los propietarios agrícolas. En los años 1960, debido a la industrialización, tuvo lugar un cambio en la situación económica, que generó una corriente migratoria, dirigida especialmente hacia Alemania y Suiza. La situación volvió a cambiar a partir de los años 1970, debido a la importancia que desde esa fecha adquirió el turismo en Otranto.

## Demografía
Datos demográficos de Otranto entre 1861 y 2017:
| Gráfica de evolución demográfica de Otranto entre 1861 y 2017 |
|                                                               |
| Fuente ISTAT - elaboración gráfica de Wikipedia               |

## Comunicaciones
En primer lugar Otranto dispone de un puerto marítimo.
La ciudad de Otranto alberga una estación de ferrocarril de la red ferroviaria de la Ferrovie del Sud Est, la única red que opera en la Apulia. Dicha estación forma parte, como punto de cabecera del trazado, de la línea Lecce-Zollino-Maglie-Otranto.
Finalmente, la Strada Statale 16 Adriatica (SS 16) une la ciudad con Padua, en un trazado de 1000,7 km de longitud, lo que la convierte en la autopista de titularidad pública más larga de toda Italia.

## Patrimonio cultural
Los monumentos más destacados de la ciudad de Otranto son su catedral, de la que hay que destacar su suelo formado por mosaicos, su castillo, la iglesia bizantina de San Pietro y la pequeña iglesia consagrada a la Virgen degli Abissi.

### Catedral de Otranto

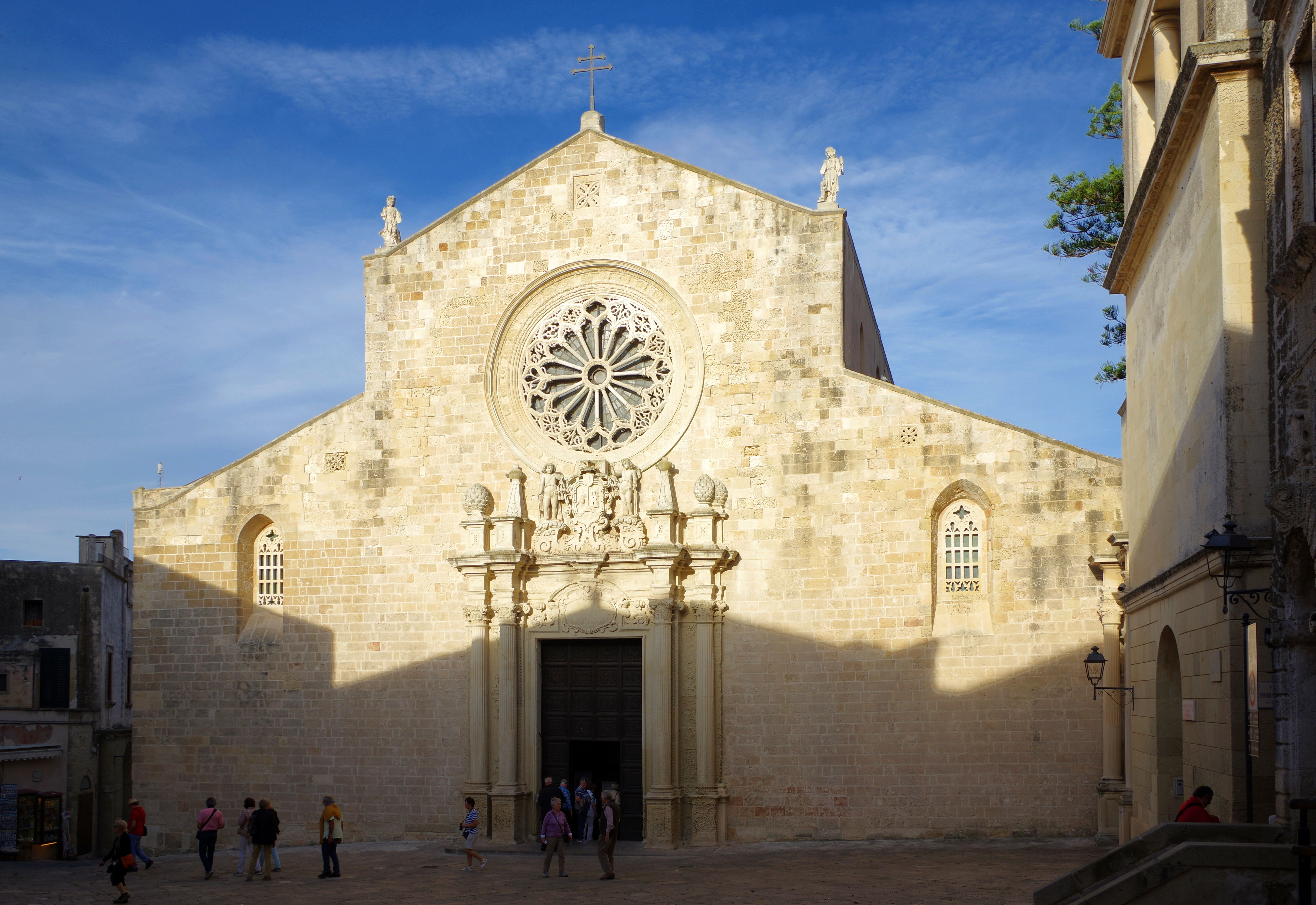
Fachada principal de la catedral de Otranto.

La catedral de Otranto, cuyas obras dieron inicio en el siglo XI, concretamente en 1080, para finalizar ocho años más tarde, mide 54 m de largo por 25 m de ancho. Habida cuenta de las fechas constructivas, el estilo inicial de la construcción se corresponde con la arquitectura románica, más específicamente con el subestilo conocido como arquitectura normanda, como tantos edificios del sur de la península itálica y de Sicilia. Sin embargo, el edificio ha sufrido importantes reconstrucciones posteriores, especialmente en los períodos barroco o renacentista.
Así, por ejemplo, la fachada principal de la catedral es de estilo barroco, construida en 1764, mientras que es renacentista el rosetón que aparece en la misma, aunque éste de hecho reproduce modelos de la arquitectura gótica de finales del siglo XV con influencias islámicas.
Igualmente, la cripta catedralicia muestra evidentes influencias procedentes de la arquitectura bizantina, una muestra más de las relaciones históricas de la ciudad de Otranto con el Imperio bizantino. Sostenida por un total de 42 columnas en mármol, siendo considerada una auténtica joya arquitectónica.
Por lo que respecta al mosaico de la catedral, es seguramente una obra de la segunda mitad del siglo XII, igualmente en estilo normando, ejecutada entre 1163 y 1166 por monjes del cercano monasterio de San Nicola di Cassole, a los que mandaba un monje de nombre Pantaleón.
En el ábside se conserva el osario, en forma de reliquias, de los mártires de Otranto, que fueron víctimas del ataque otomano a la ciudad en 1480.

### Iglesia de la Virgen degli Abissi
Aunque se trata de una iglesia de muy pequeño tamaño, la iglesia de la Virgen degli Abissi es notable porque todos sus elementos decorativos se relacionan con el mar, como prueba de la vocación marítima de Otranto.

### Castillo de Otranto

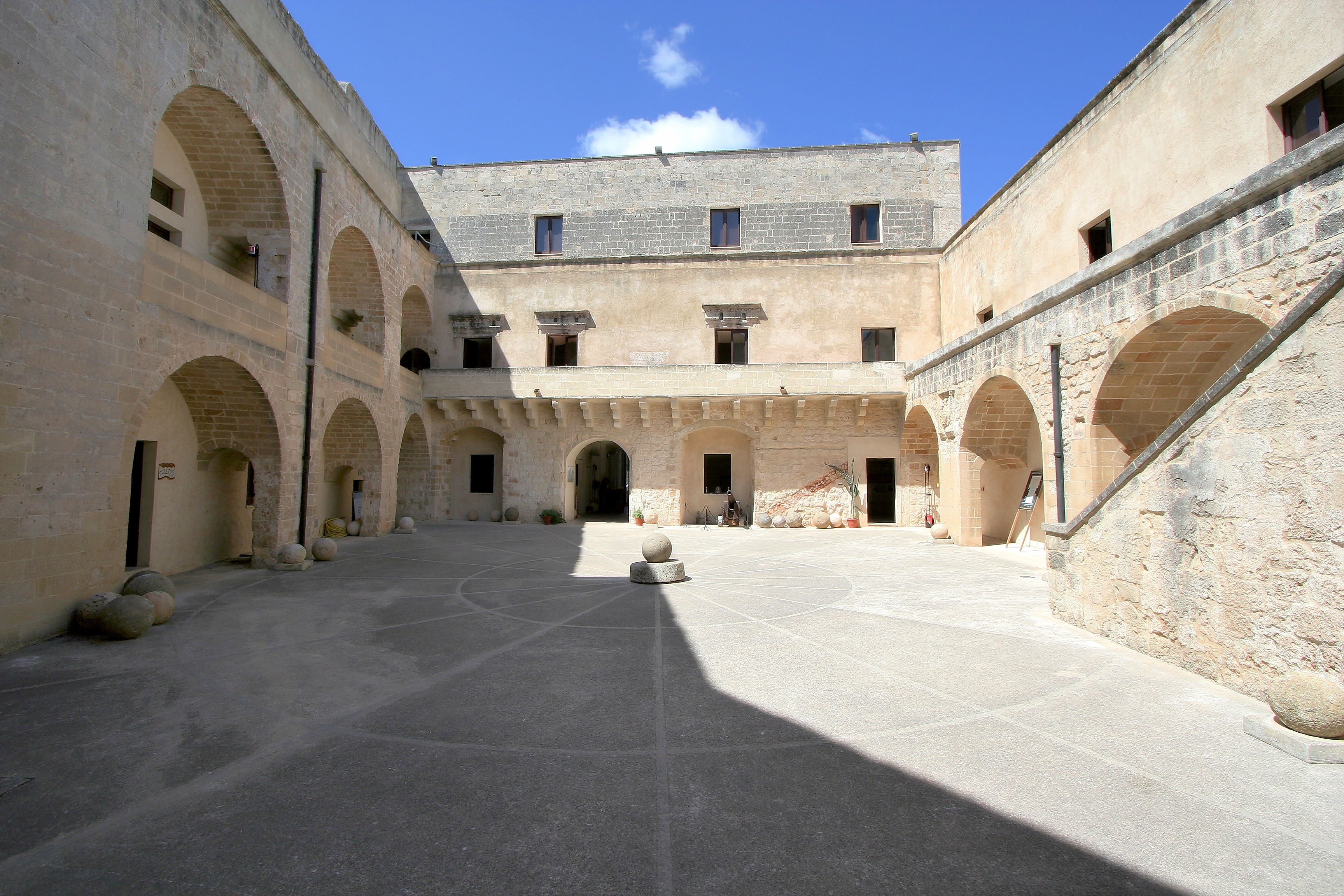
Patio de armas del castillo de Otranto.

A pesar de los antiguos orígenes del castillo de Otranto, tal como puede contemplarse hoy en día, aunque sea uno de los más antiguos edificios de la ciudad, es de construcción relativamente reciente. Se iniciaron las obras en 1485 a instancias del rey Fernando II de Aragón, para finalizar en 1498, siendo evidente así que las obras fueron consecuencia de la toma de la ciudad en 1480 por los turcos.
Los planos del castillo fueron obra de Ciro Ciri, con apoyo de Francesco di Giorgio Martini. En esas fechas, en el espacio que actualmente ocupa el castillo se hallaban emplazadas algunas antiguas fortificaciones, que databan de la época en que Otranto estuvo vinculada al dominio del Sacro Imperio Romano Germánico, mejoradas por los turcos durante su breve ocupación militar de la plaza.
El castillo fue construido de forma que quedaba rodeado por un foso muy profundo y, a sugerencia de Ciri, se le añadieron tres torres cilíndricas en sus ángulos, adoptándose una planta pentagonal, aspecto que hoy no es claramente apreciable debido a las modificaciones que ha sufrido a lo largo del tiempo, especialmente en el siglo XVI. Así, por ejemplo, en 1578 le fue añadido al lado del castillo que daba al mar un bastión con baluartes externos, con la finalidad de mejorar la visibilidad hacia el mar, ante la posible aparición de una nueva flota enemiga. En el bastión se encuentran esculpidos los escudos de armas de la familia de Mendoza (en concreto de un Antonio de Mendoza) y de Pedro de Toledo (este último virrey de Nápoles), mientras que en la puerta de acceso se encuentra esculpido el escudo del emperador Carlos I de España.

### Iglesia de San Pietro
La iglesia de San Pietro es una pequeña iglesia en estilo bizantino, datada en el siglo X, en los momentos finales del dominio del Imperio bizantino sobre la ciudad. Posee algunos frescos de estilo bizantino.
Una antigua tradición local afirma que fue en Otranto donde desembarcó San Pedro de regreso de Antioquía, efectuando bautismos en esta misma iglesia, que a su propia persona le está consagrada.

## Otranto en la literatura
Con el título de El castillo de Otranto (título original The Castle of Otranto) se publicó en 1764 una obra de Horace Walpole, que es considerada como la iniciadora del género conocido como literatura de terror gótico.